# Signahi
Signahi (în georgiană სიღნაღი Sighnaghi) este un orășel din Georgia, centrul administrativ al comunei Signahi din mhara Kaheția. Este centrul Eparhiei Bodbe. Se crede că numele său este derivat din cuvântul turc sığınak, care înseamnă adăpost. Principala dezvoltare a orașului a avut loc în secolele XVIII și XIX, iar începutul său a început cu regele kahețian Iraclie al II-lea. În 2007 se desfășoară lucrări pentru a transforma orașul în fața turismului georgian și astăzi este unul dintre cele mai vizitate locuri din țară.

## Istorie
Se știe foarte puțin despre istoria orașului. Este uneori numit antic, deși a fost creat în a doua jumătate a secolului al XVIII-lea, în timpul domniei regelui Iraclie al II-lea, presupus în 1772.  Există o altă versiune conform căreia Signahi a apărut după 1264 când mongolii distrug orașul Hornabugi și viața economică se deplasează puțin la vest de orașul distrus.
De fapt, nu este clar nici exact când a fost construit orașul sau de ce a fost aleasă o astfel de locație neobișnuită pentru locația sa - la altitudine înaltă în munte. Se presupune că a fost creat pentru a proteja împotriva atacurilor lezghinilor și, conform unor legende, este locul armenilor care pun bazele orașului. 
Săpăturile recente au scos la iveală faptul că, înainte de construirea orașului actual, a existat o localitate străveche la locul său - un mic sat al cărui nume nu este cunoscut, deoarece nu este păstrat în niciun document istoric.
După ce a fost construită cetatea, a început construcția și așezarea orașului în sine. Signahi a început să înflorească și a devenit o așezare bogată și prosperă, locuită de mulți comercianți și meșteri. Această dezvoltare este ajutată mult și de faptul că pe teritoriul său trec mai multe rute comerciale.
În 1812, în timpul Răscoalei din Kaheția, a fost staționată o garnizoană militară în fortăreață. Răscoala i-a ucis pe toată lumea, dar nu este clar unde sau ce a apărat garnizoana - dacă zidurile cetății sau orice lăcaș de cult . Morții au fost îngropați undeva în jurul unuia dintre biserici și deasupra lor era o movilă care era încă vizibilă la mijlocul secolului al XIX-lea.

## Demografie

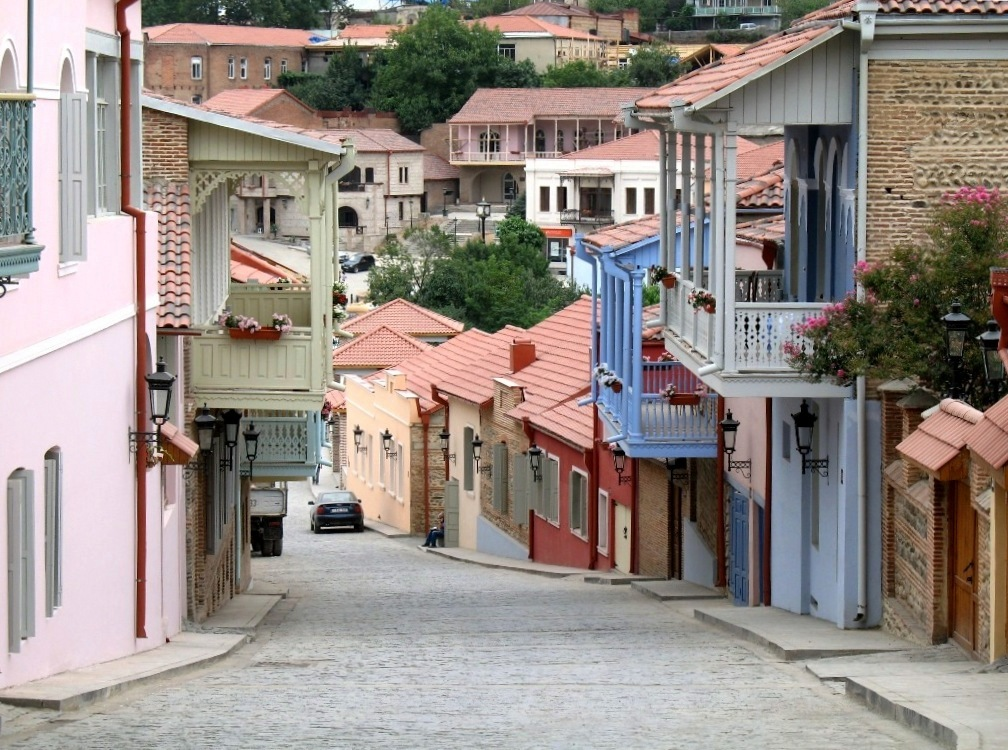
Stradă cu pantă abruptă

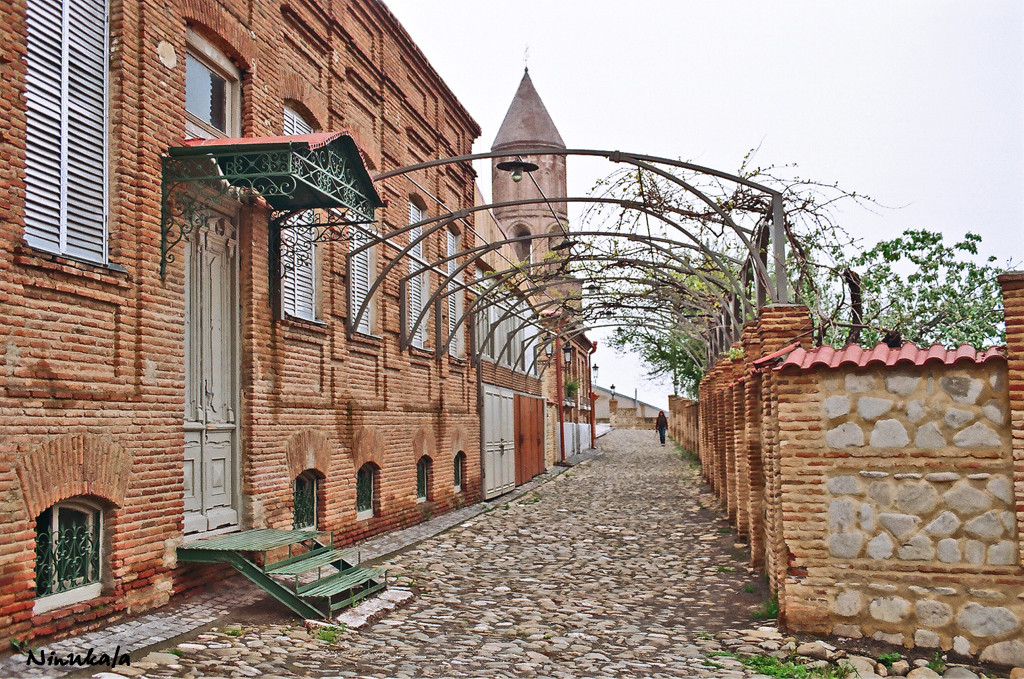
Strada din spatele bisericii „Sf. Gheorghe”

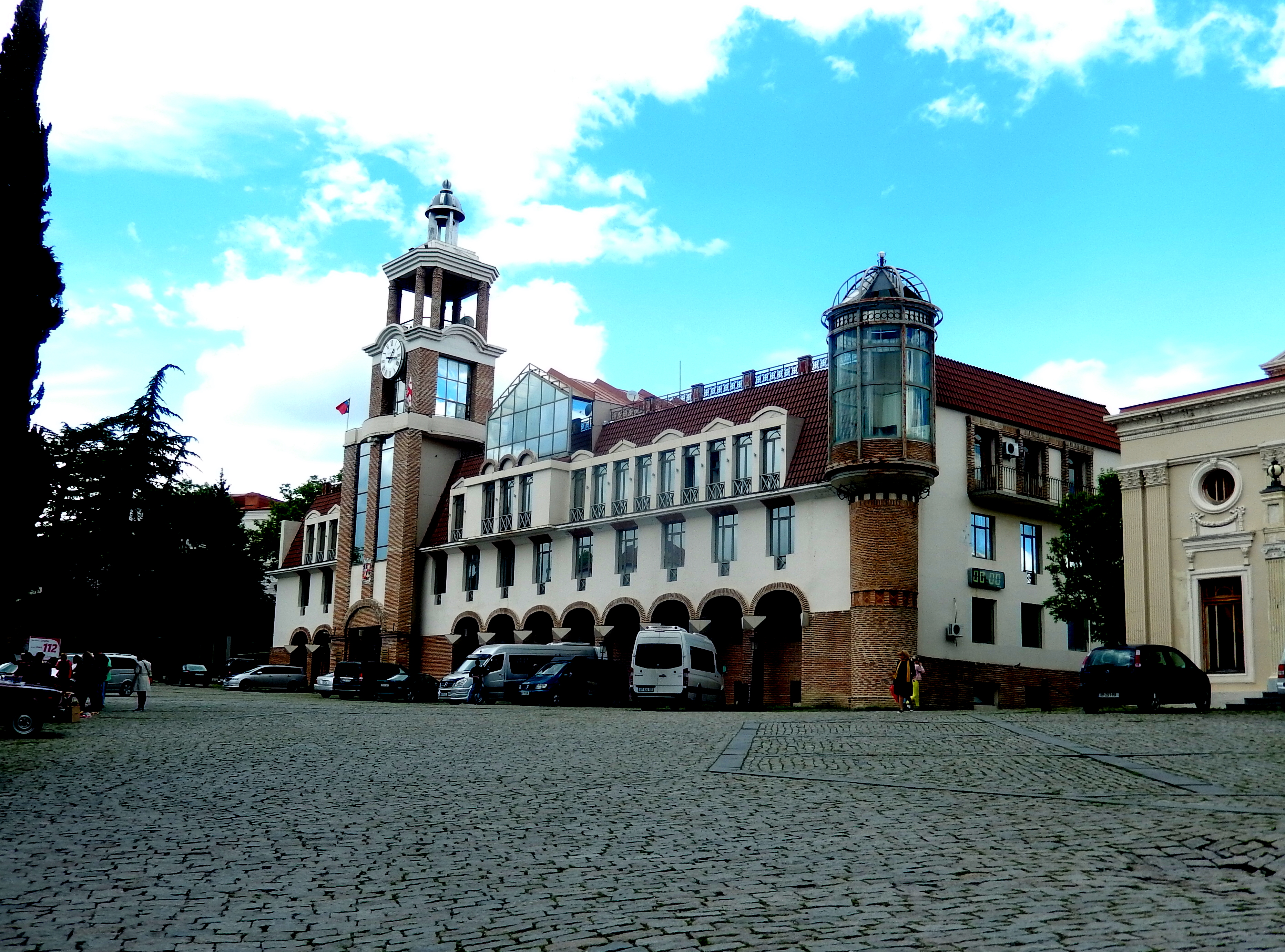
Primăria din piața David Ziditorul

În 1989, orașul a fost populat de 3.100 locuitori, în 2002 a fost raportată o scădere cu până la 2100 de persoane, după care tendința descendentă a fost întreruptă, iar în 2014 a crescut la 1.485 de persoane.

## Mediu urban
Signahi este construit în munți și în plan arată ca o caracatiță, răspândindu-și tentaculele de-a lungul a 5 dintre creste. Străzile sunt abrupte, iar parcelele sunt terasate. Arhitectura clădirilor este aceeași, reținându-se în stilul clasicismului sud-italian și amintind de cea a micilor orașe italiene de munte. Acoperișurile sunt acoperite cu țiglă roșie, dar punerea în aplicare este în stil georgian. Clădirile sunt construite din cărămizi subțiri georgiene și multe au balcoane tradiționale din lemn sculptate.
Datorită unui program de stat care a început în 2007, orașul a devenit un centru civilizat european pentru turism și vin. Numeroase hoteluri scumpe, pensiuni ieftine și restaurante au fost construite pentru fiecare gust și buget. După numărul de hoteluri, orașul se află pe locul trei în țară, după Tbilisi și Batumi.
Centrul găzduiește parcul 9 Aprilie, numit după Ziua Independenței din Georgia și amintirea victimelor care au murit la Tbilisi în 1989. Pe de o parte este Piața Solomon Dodașvili, iar pe cealaltă este Piața David Ziditorul. În parc este ridicat un monument al lui Solomon Dodașvili, un scriitor, iluminator și filozof al secolului al XIX-lea din Georgia. Una dintre laturile parcului se încheie cu o terasă, care adăpostește Muzeul de Istorie Locală. Se bazează pe un memorial, care prezintă numele locuitorilor din regiunea Signahi care au murit în timpul celui de-al doilea război mondial.
Una dintre caracteristicile orașului este abundența figurilor sculptate în aer liber. Unele dintre ele au un aspect fabulos și sunt sculptate într-un stil interesant, modernist.  Medicul măgarului care se grăbea spre pacient a fost creat după chipul lui Niko Pirosmani .  Alte figuri sunt o doamnă cu un copil în brațe, însoțite de un câine, o fată care stă pe un scaun cu un buchet de flori în mâinile sale, o tamada care pregătește pâine prăjită și mult mai multe.  
Monumentul lui Vano Saragișvili, cântăreț de operă, actor de film, fondator al operei georgiene și mândria țării sale, este ridicat în centrul orașului. Numele său îl poartă cel mai bun conservator din Tbilisi, unde studiază cântăreți și muzicieni talentați.
În piața "Dodașvili" sunt situate hotelul central al orașului "Signahi" elita "Kabadoni" și o zonă verde denumită parcul britanic. În cealaltă piață, "David Ziditorul", se află primăria și teatrul. În aceeași piață, pe lângă copaci, se află și muzeul orășenesc de istorie locală.
Una dintre străzile care pornesc din Piața Dodașvili în josul pantei adăpostește cea mai faimoasă cafenea din oraș, care este plină de terase și are vedere către valea Alazan . Aici s-au filmat mai multe scene din filmul „Dragoste cu accent”.
Din cele două piețe menționate, pe străzile „principale” ale orașului - „Kostava” și „Lalașvili”. Acestea ajung în Piața Iraclie al II-lea, unde se combină clădirea cazinoului și Palatul Căsătoriilor, combinate cu un centru de informare turistică. În centrul ei se află o fântână, în mijlocul căreia, pe piedestal se ridică o frunză mare, pe care pășește un cerb. Piața servește ca stație de autobuz, unde sosesc autobuzele din Tbilisi, iar șoferii de taxi își așteaptă clienții.
Palatul căsătoriilor a fost vizitat din toată țara de când este deschis 24 de ore, 7 zile pe săptămână. În ea, ceremonia căsătoriei poate fi efectuată ziua sau noaptea, în fiecare zi și în fiecare lună a anului. Nu se depun documente în avans, nici o dată și ora nu așteaptă, iar semnarea este imediată. Acesta este motivul pentru care Signahi este numit „Orașul iubirii”.

Sculpturi
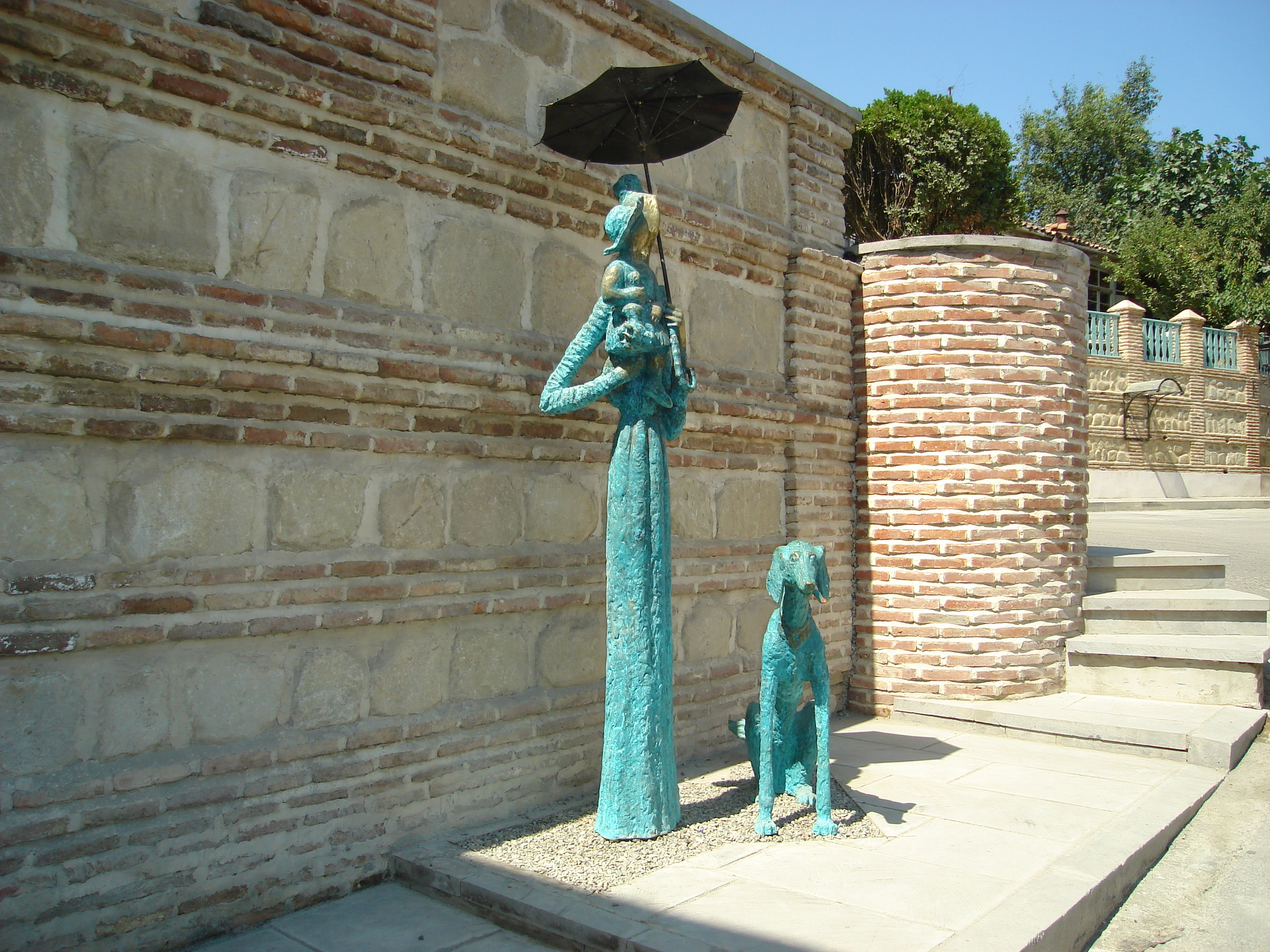
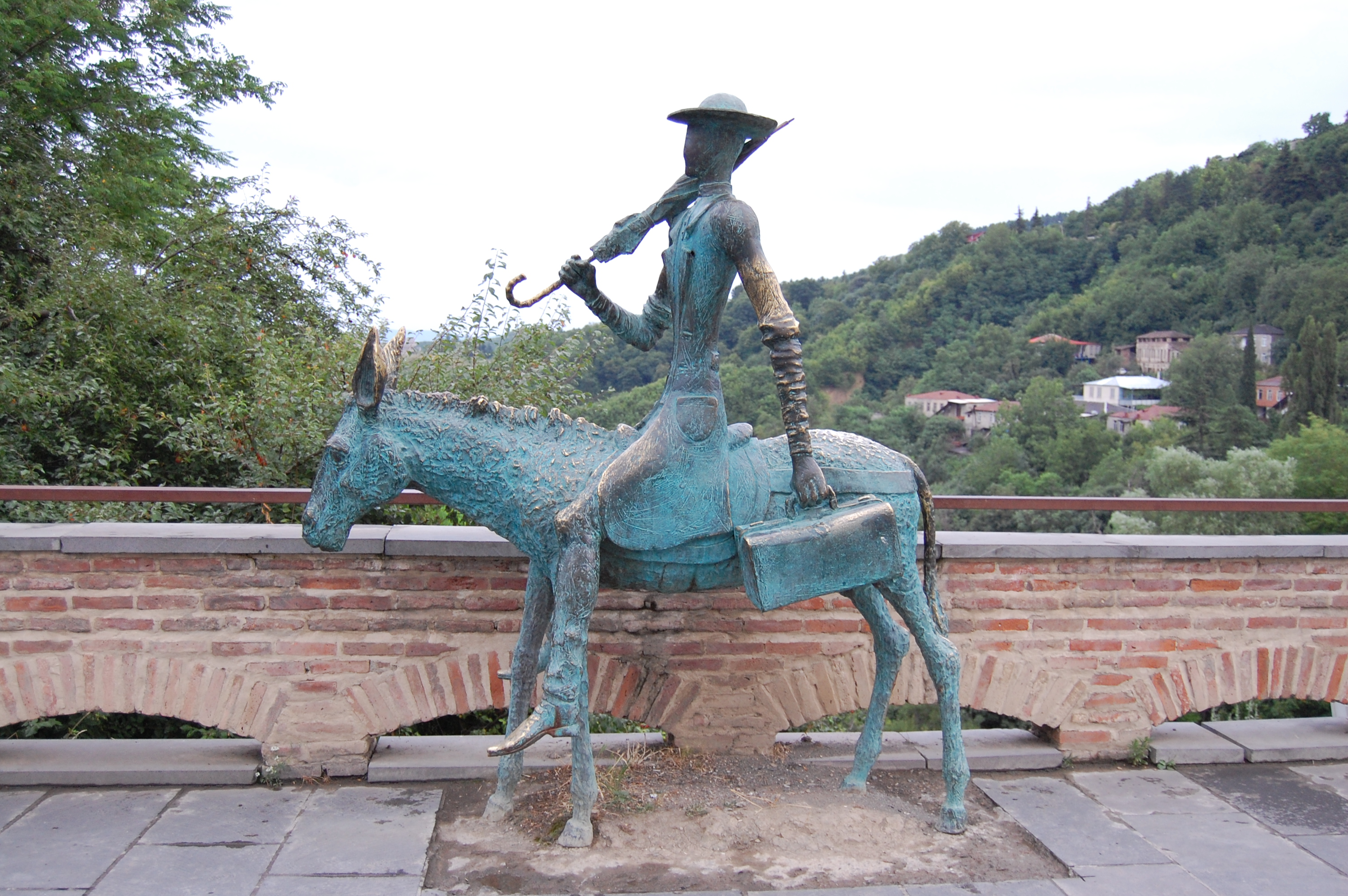
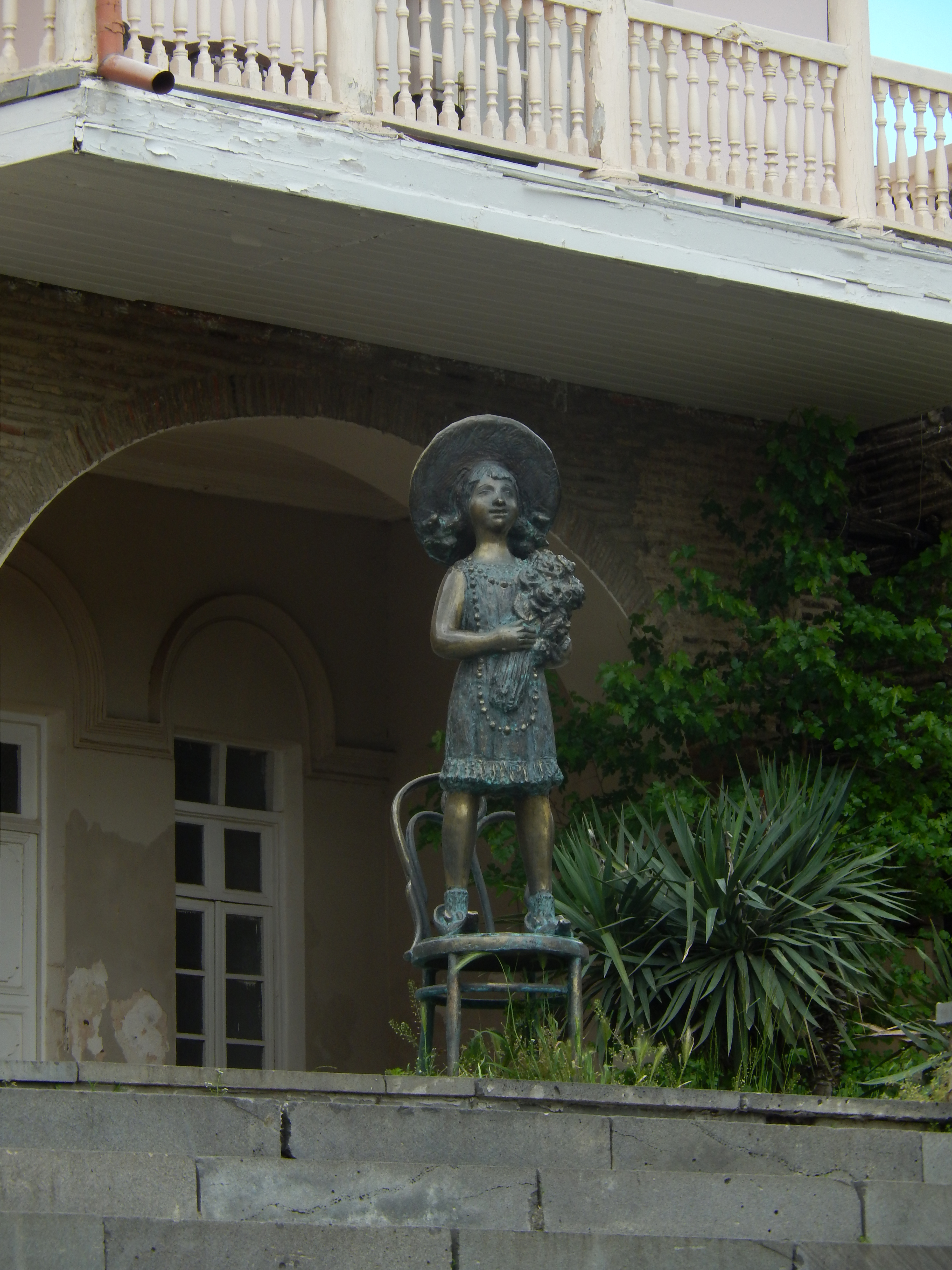
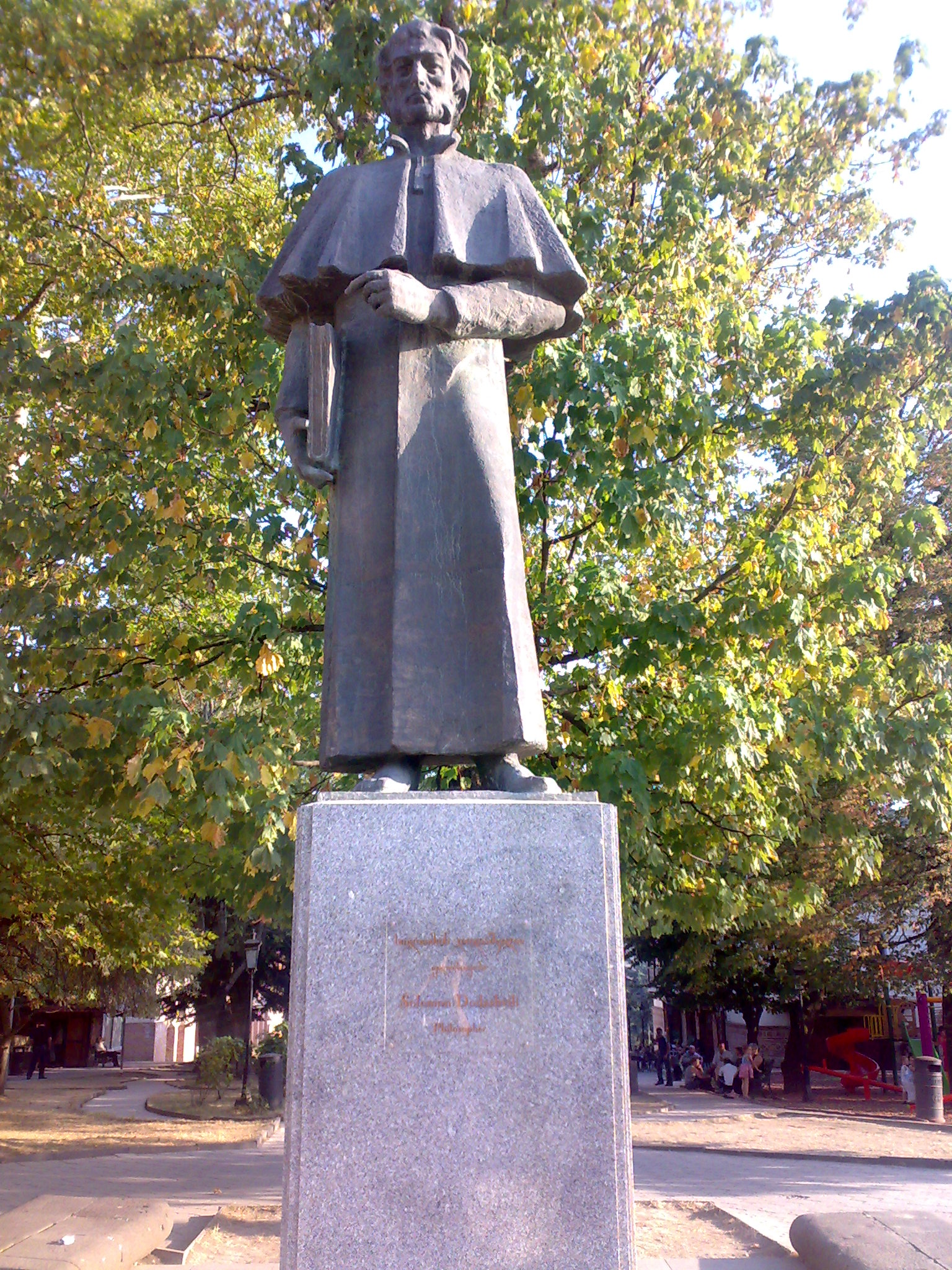
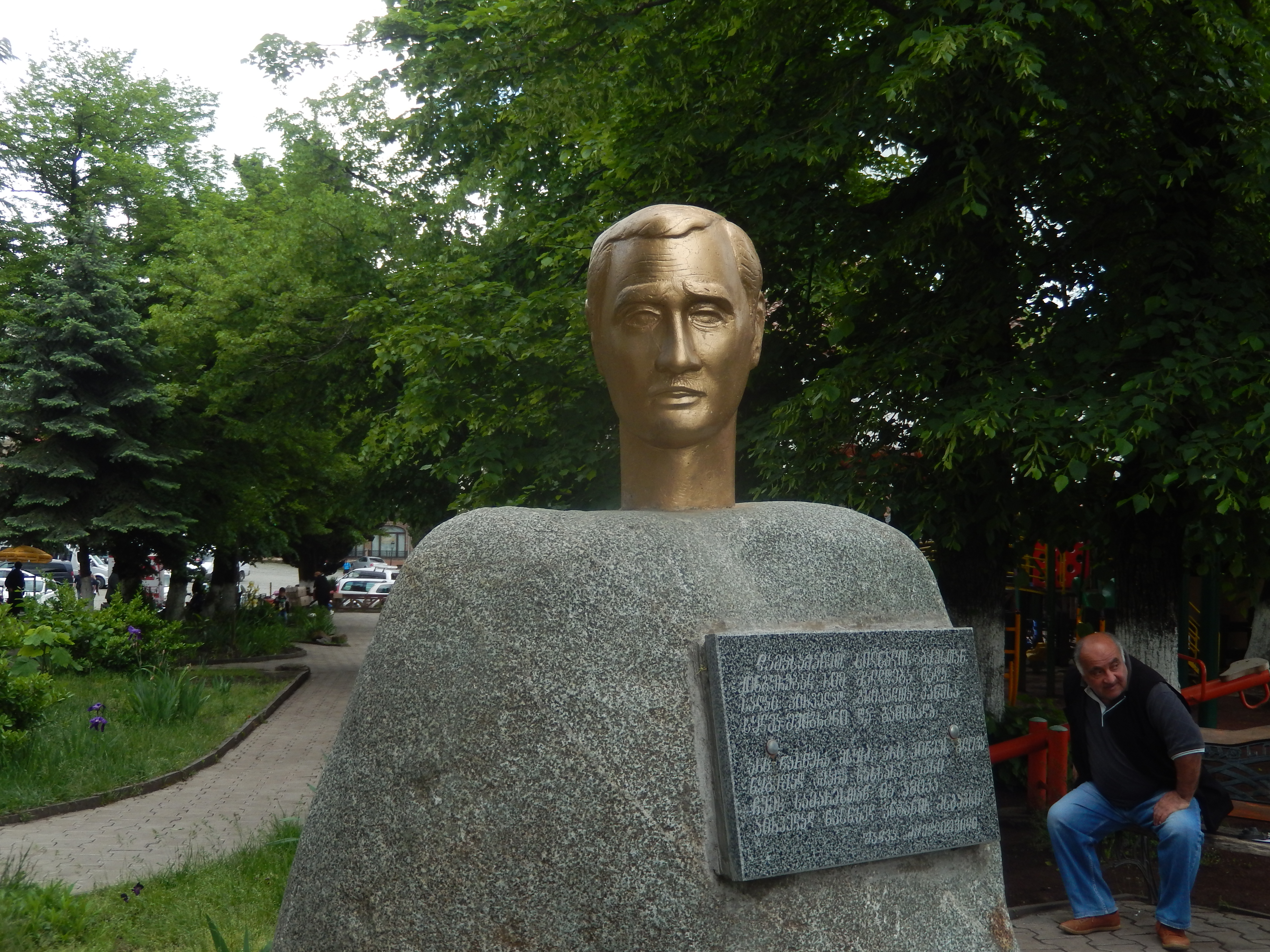
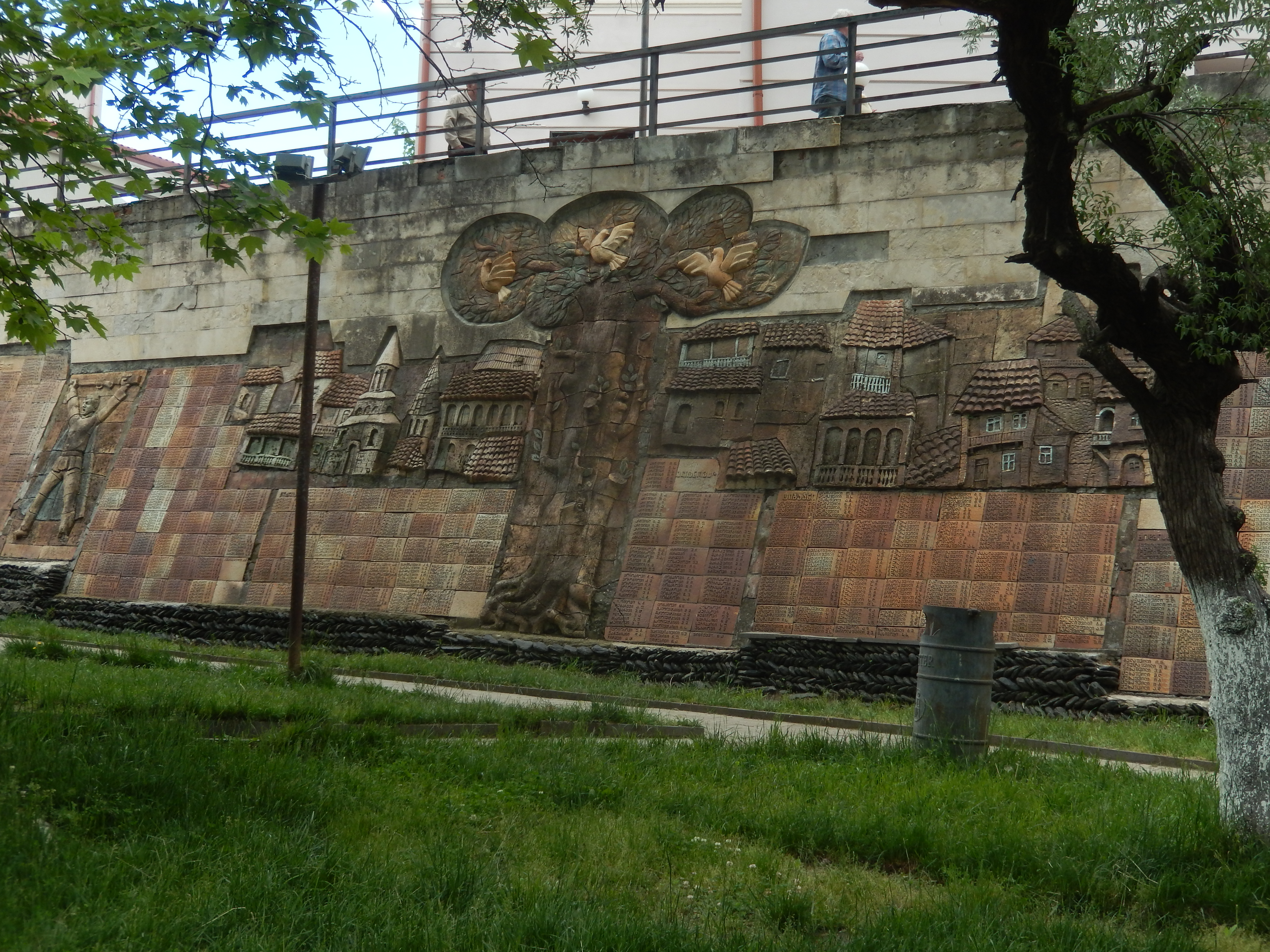

Din Iraclie al II-lea începe strada Baratașvili, care găzduiește clădirea poliției și magazinul Populi, de dimensiuni și rază modestă. Strada continuă pe deal și traversează drumul către Tbilisi, care este și intrarea oficială în oraș. Pe aceeași stradă se află vechea crama cu numele poetic „Lacrimile unui fazan”, combinată cu un muzeu al vinului.
Singura stradă care intră în perimetru, împrejmuită de zidurile cetății, este Gorgosali. Templul „Sf. George, iar turnul de apărare de lângă el a fost transformat într-un clopotniță. Strada coboară și, dincolo de zidul cetății, se traversează pe drumul de lungă distanță către Znori.

## Cetatea
Cetatea Signahi este extrem de neobișnuită. Este un perimetru înconjurat de ziduri înalte ale fortăreței, cu o lungime totală de 4,5 km, dintre care trei se desfășoară de-a lungul crestei, iar al patrulea, cel de nord, se adâncește în defileu. Pereții sunt cu două etaje, primul etaj este inutilizabil, iar etajul doi găzduiește elementele de apărare. În fața lor este o cale de luptă largă.
În plan, cetatea este un poligon neregulat, cu un turn cilindric cu mai multe etaje ridicat la fiecare colț. La o anumită distanță, între turnurile de colț au fost construite turnuri cilindrice de apărare suplimentare. Numărul lor total este de 28, toate sunt depozitate foarte bine și sunt o mândrie pentru oraș.

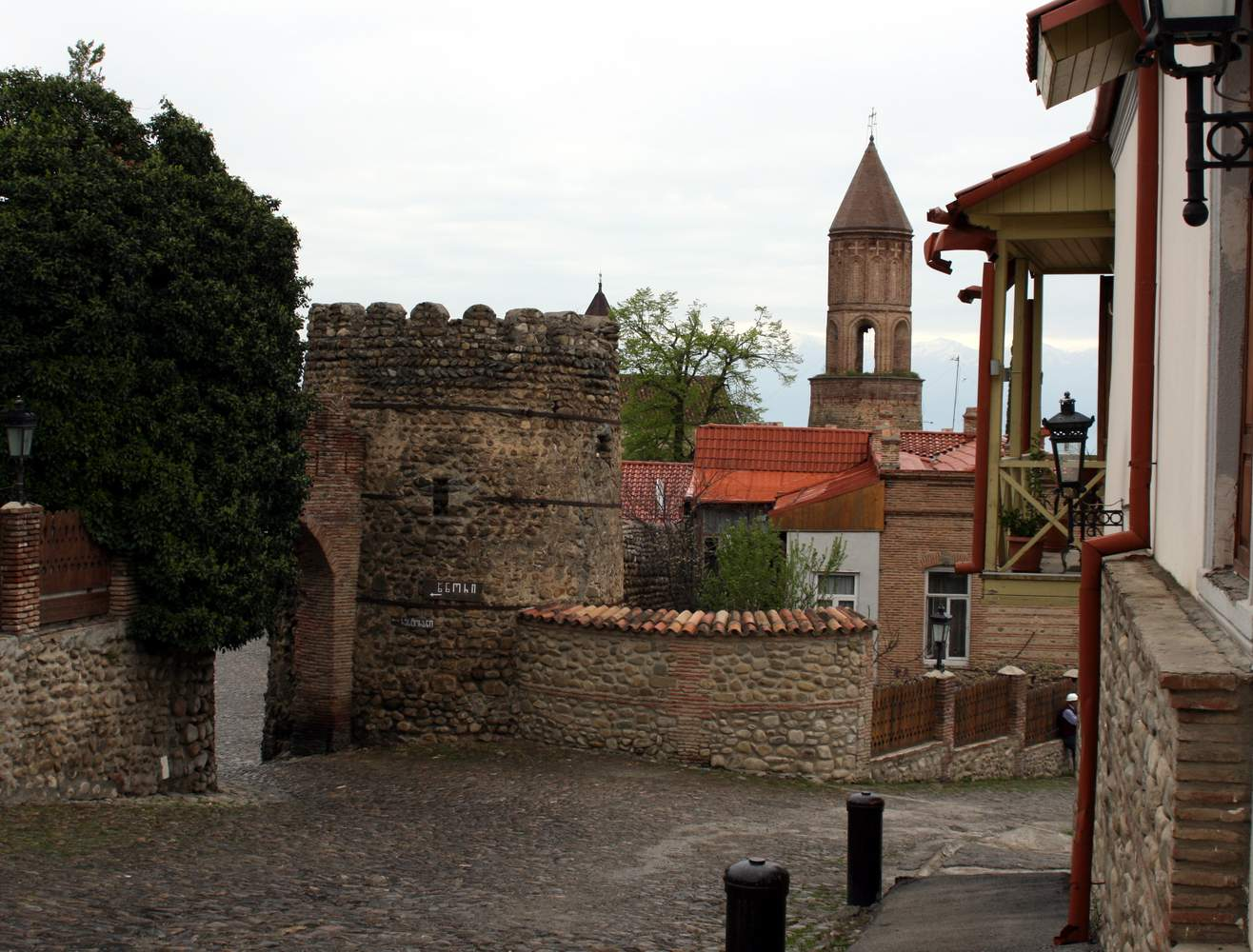
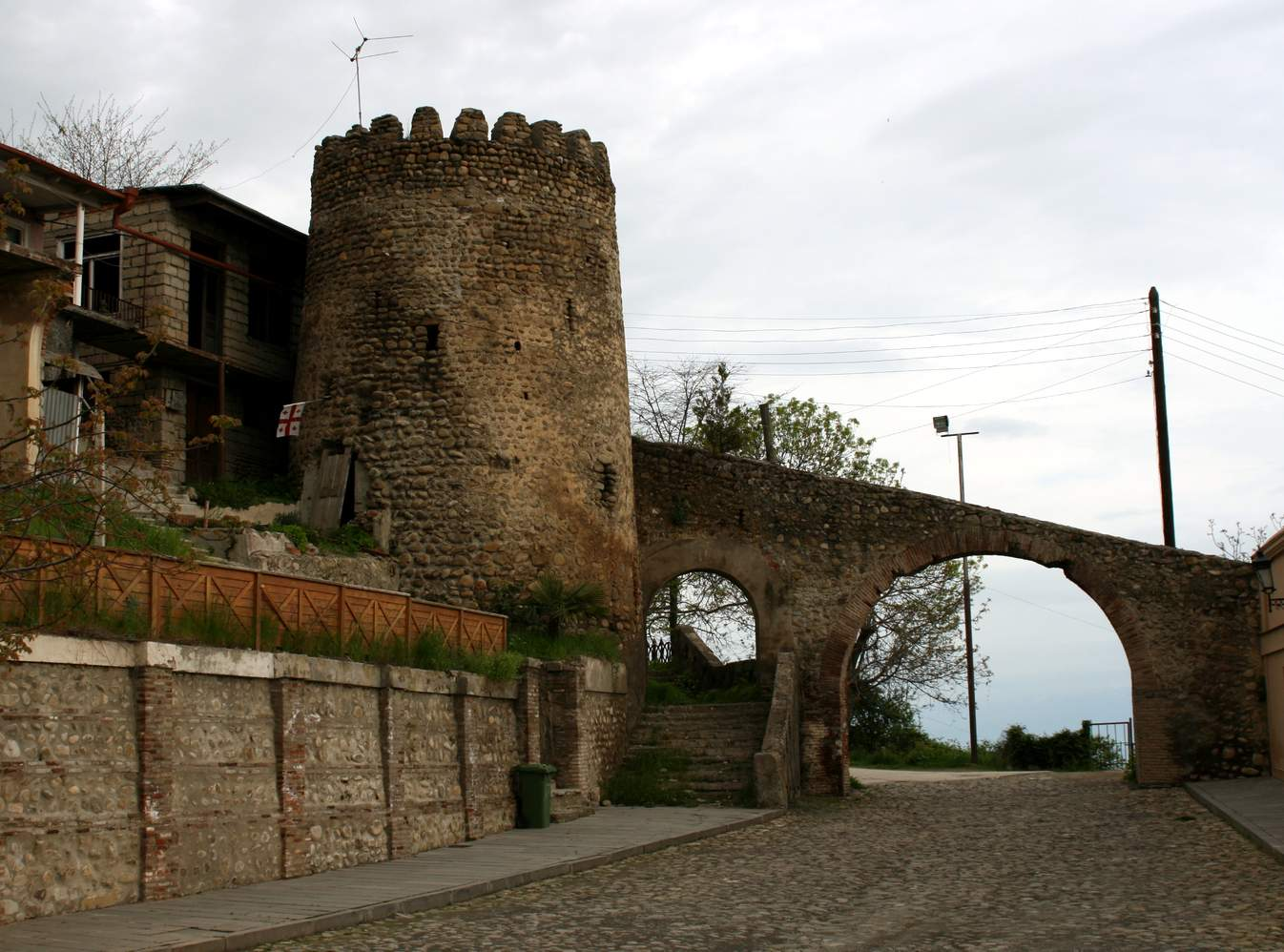
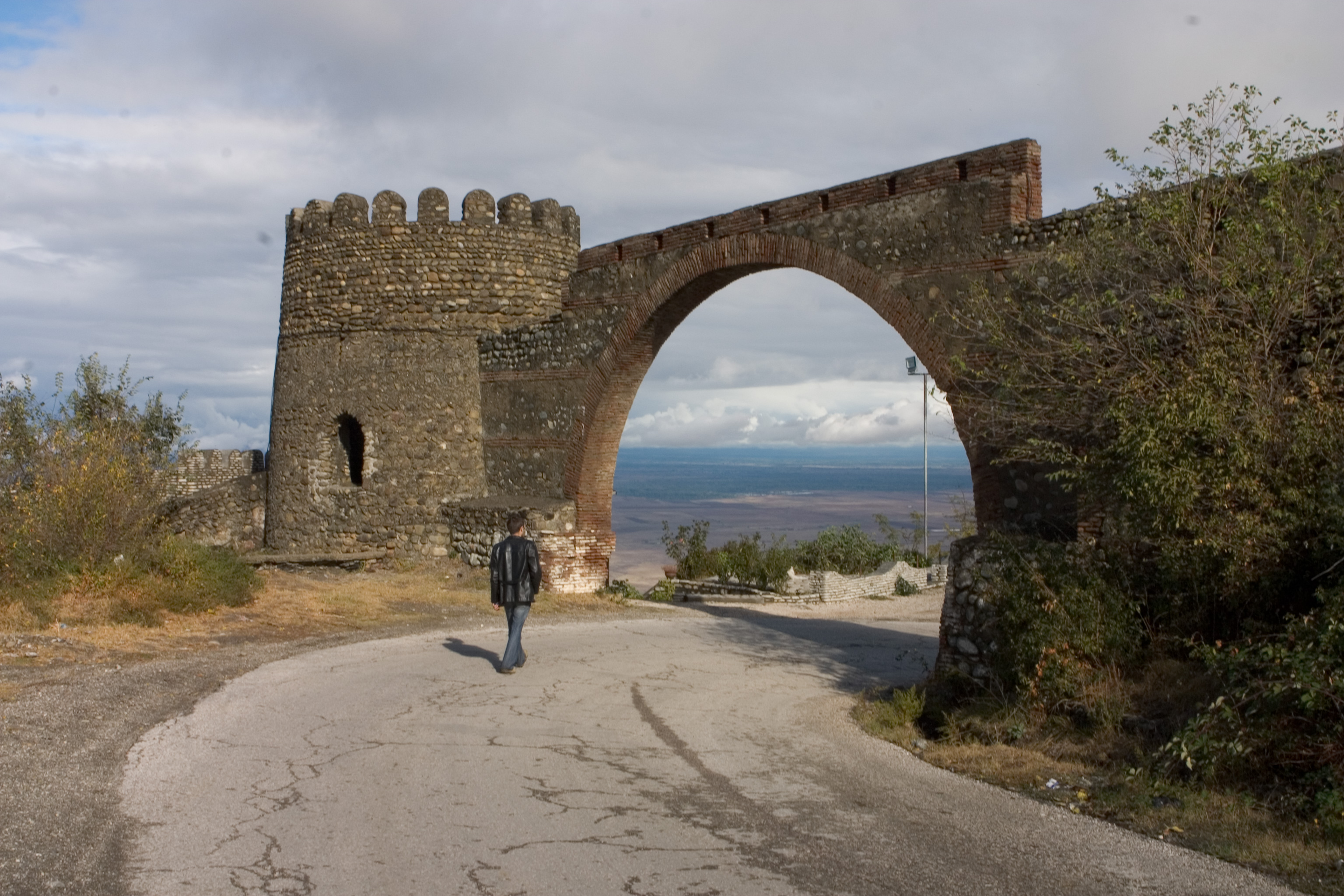
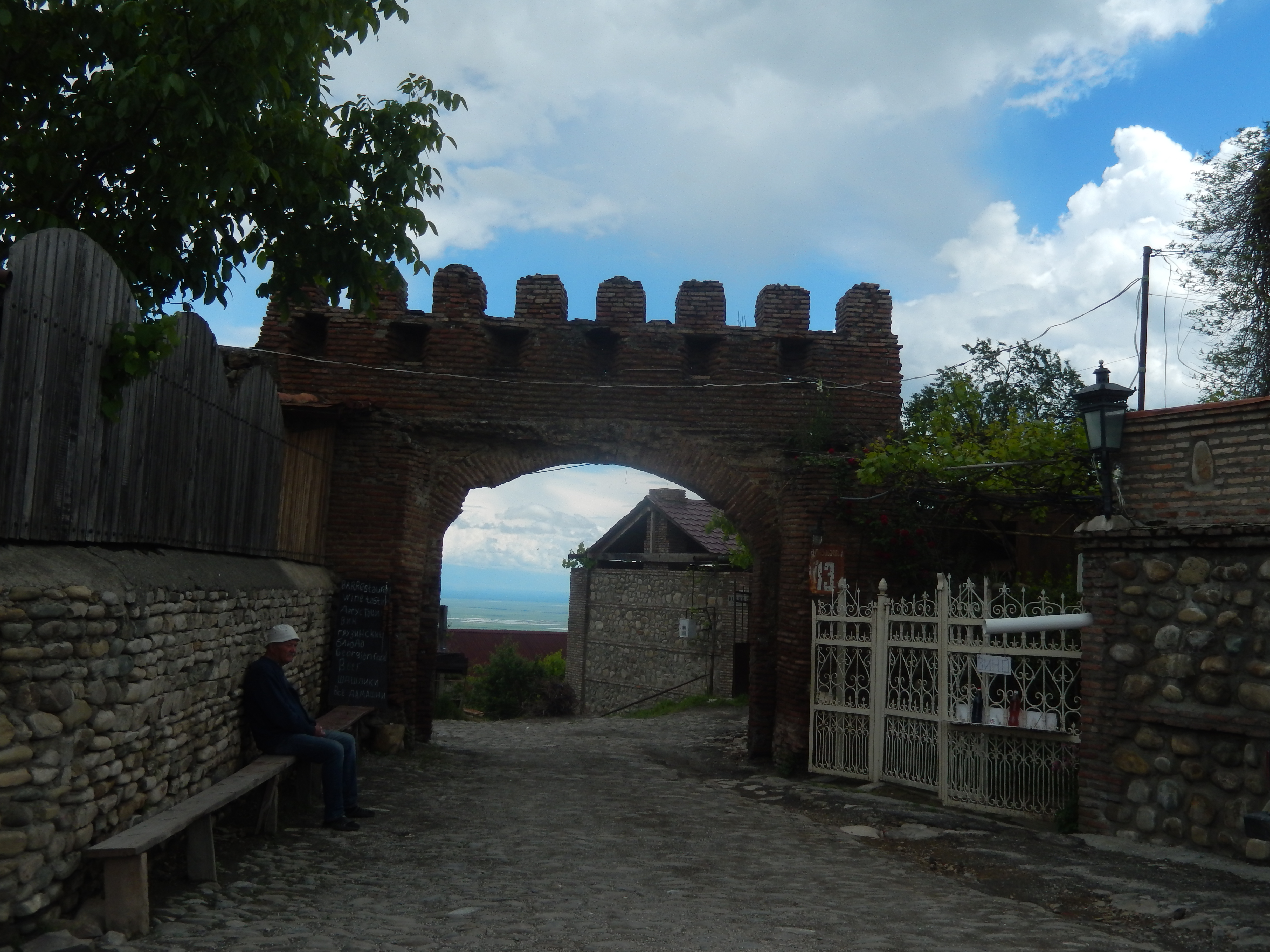
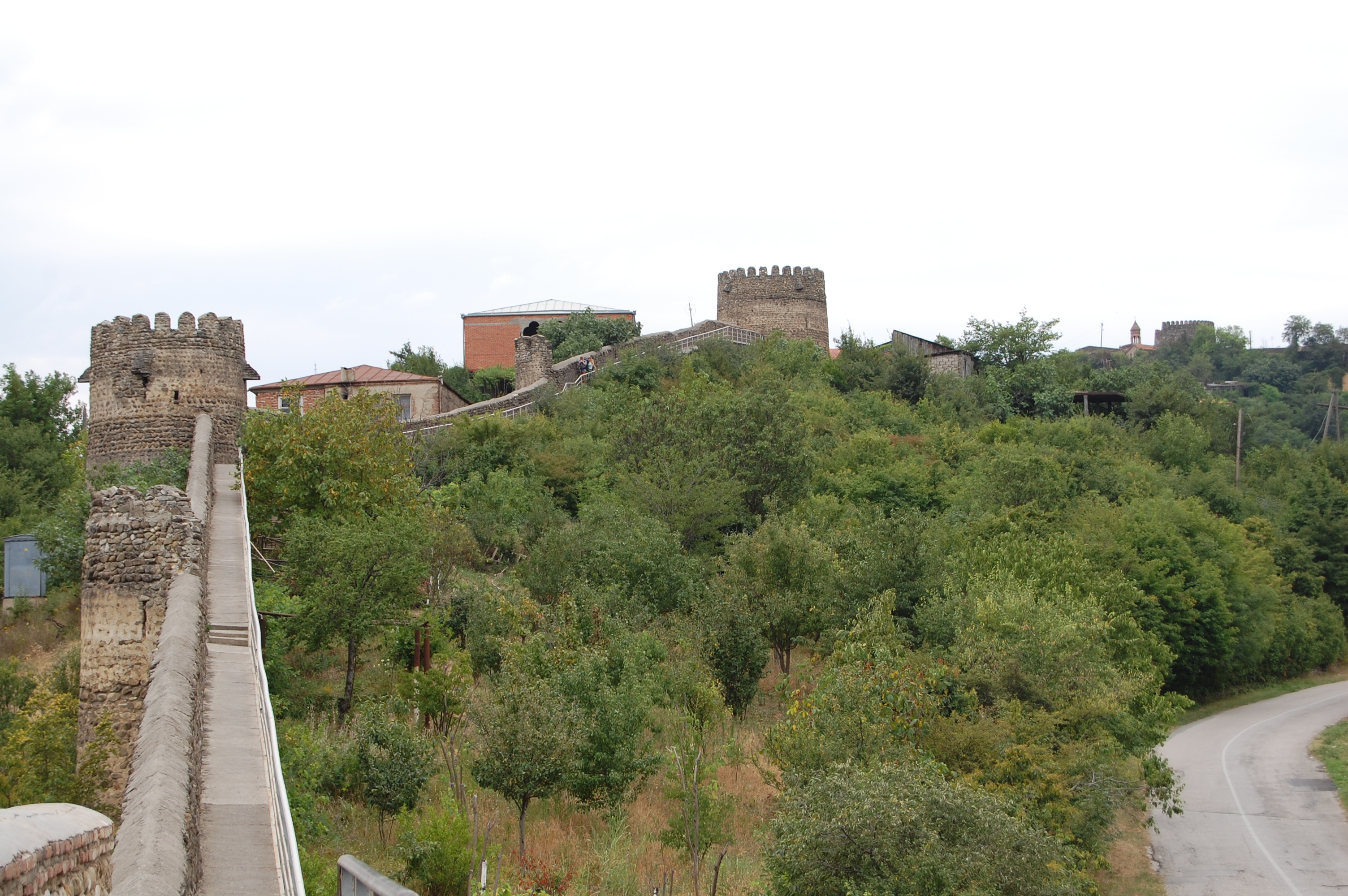
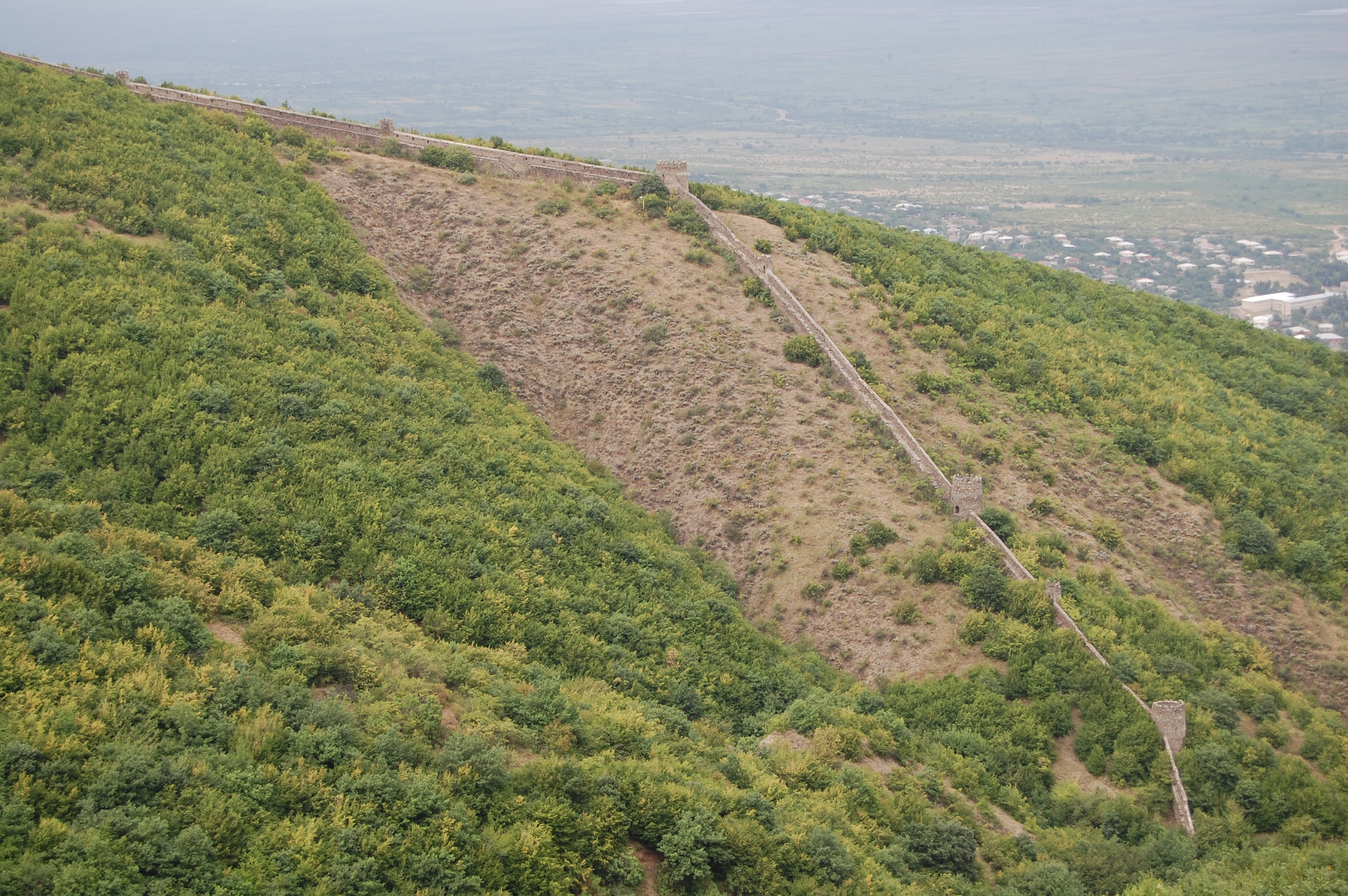

Teritoriul cetății a ocupat odată 40 ha și toate facilitățile de apărare au fost amplasate astfel încât orice punct din afara perimetrului să poată fi incendiu. Conform legendei, de multe ori au fost făcute încercări de a lua, dar toate au eșuat.
Cetatea era dotată cu 7 sau 8 ieșiri. Deosebit de frumoasă și pitorească este poarta principală păstrată a cetății. În ciuda vârstei corecte, această facilitate ne-a atins frumos păstrate. Poarta era o intrare în fort, iar astăzi este situată în centrul orașului vechi. Lângă ea se află o scară înaltă, care poate ajunge în vârful zidului cetății. Câteva zeci de clădiri de apartamente au fost construite în cetate și biserica „Sf. Gheorghe ".

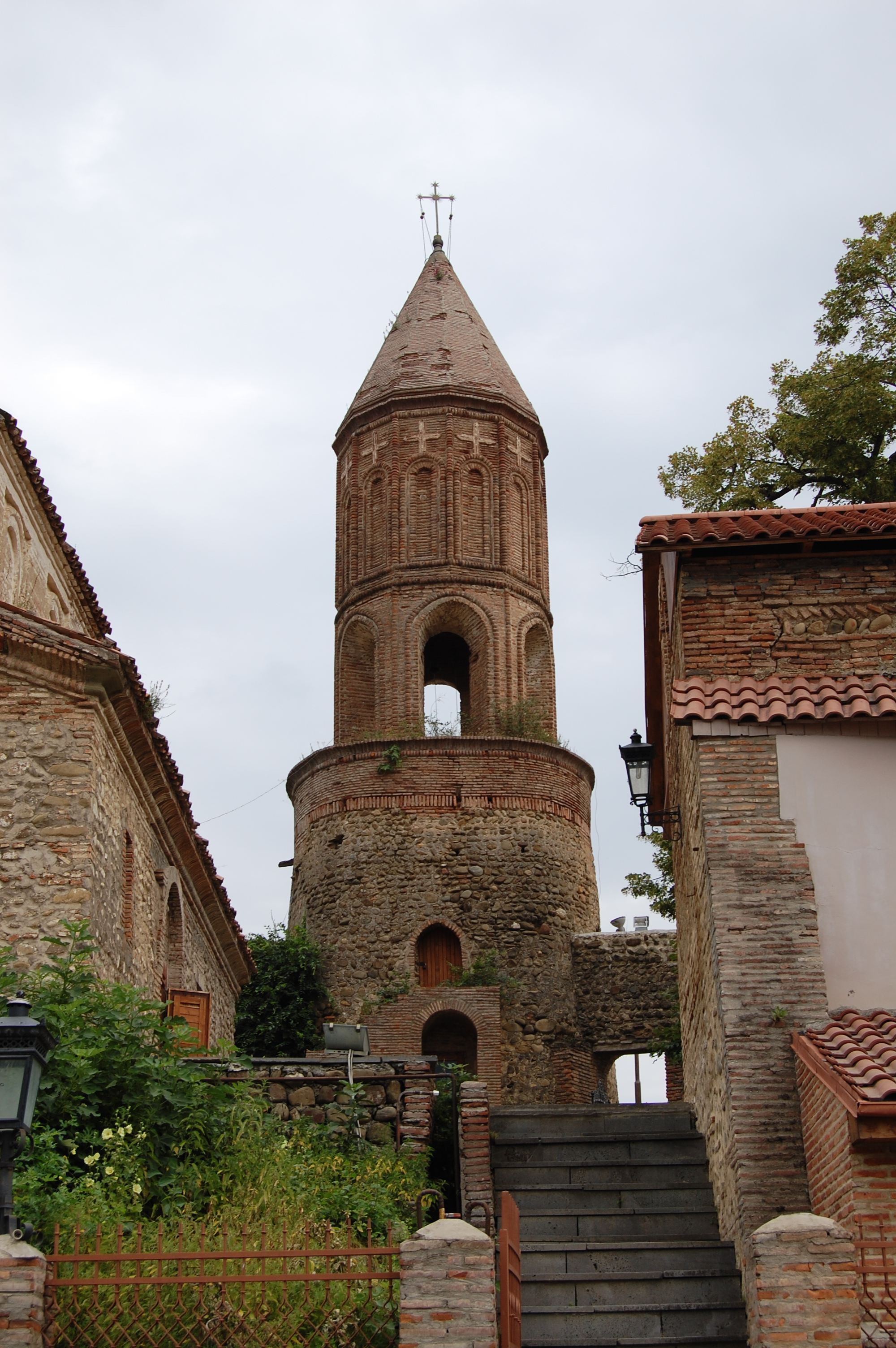
Clopotnița din „Sf. Gheorghe”

## Biserici
Bisericile medievale din oraș sunt trei, iar în 2016 toate erau în curs de restaurare .  Biserica Sf. Gheorghe este cea mai mare biserică din Signahi și un simbol al orașului. Este o bazilică mare din cărămidă, construită lângă zidul cetății. Unul dintre turnurile de pe zid a fost modernizat și transformat într-un turn clopotniță.  A fost construită în 1793 și a fost inițial armenească. A fost închisă mult timp, dar a fost repede reparată și predată Bisericii Ortodoxe Georgiene.
A doua biserică este situată în punctul cel mai înalt al orașului și poartă numele de „Sfântul Ștefan”. Biserica în sine este foarte mică și foarte neobișnuită și nu se știe nimic despre istoria construcției sale. Cu toate acestea, întrucât a fost construită peste ruinele unui alt turn, se poate întâmpla fie la sfârșitul secolului al XVIII-lea, fie la începutul secolului al XIX-lea. Acesta a fost construit direct în interiorul turnului zidului cetății și în apropiere a fost ridicat un clopotniță. Există pași pentru a urca în vârful clopotniței, unde este plasat un binoclu cu plată pentru observație.

## Cultură
Reprezentantul obiectelor culturale din oraș este Muzeul de Istorie Locală, care combină o colecție etnografică și o galerie de artă . Clădirea este nouă, iar muzeul este unul dintre cele mai bine organizate și cu unul dintre cele mai bune modele din țară. Există două secțiuni principale - Arheologie și pictură.
Colecția arheologică este organizată la primul etaj. Există ceramică din diferite epoci, pumnale din bronz, săbii în formă ciudată și multe altele.
La etajul doi se află o colecție de tablouri, situată în două săli separate - de Niko Pirosmani și Lado Gudiașvili. Aproximativ 15-20 de tablouri sunt expuse în sala Pirosmani și aceasta este a doua cea mai mare colecție a lucrărilor sale din țară.

## Economie

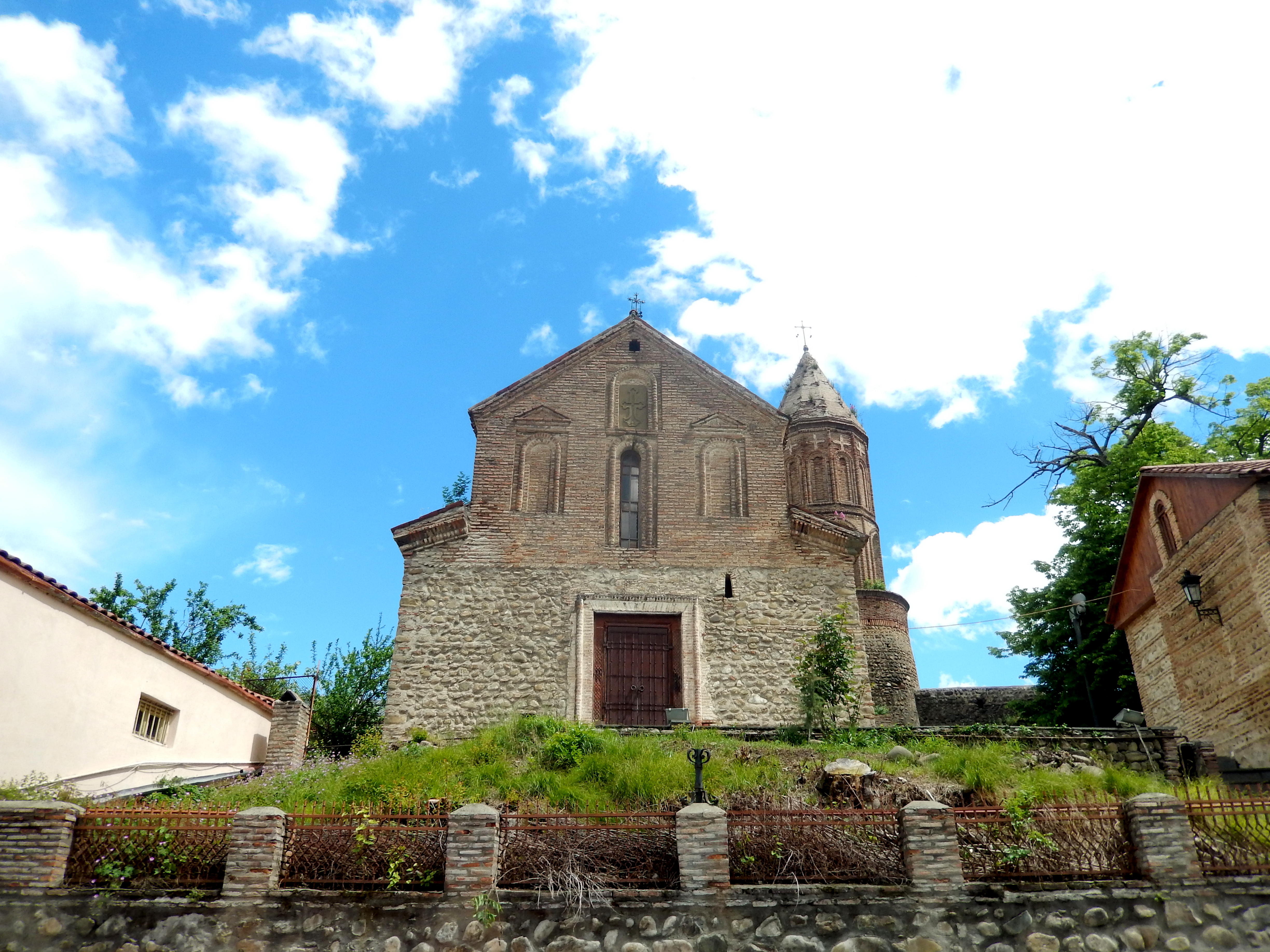
Sfântul Gheorghe

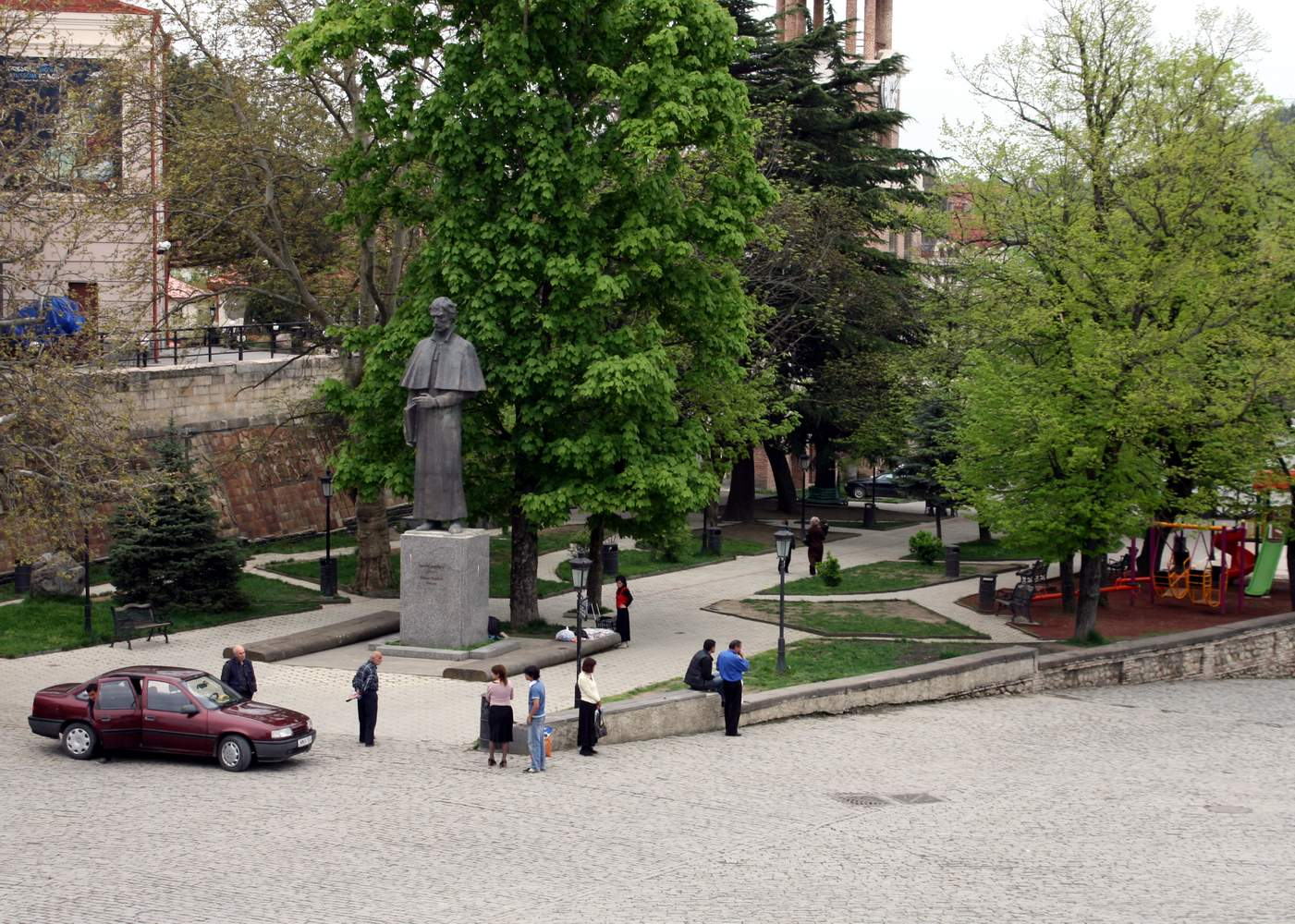
Parcul 9 Aprilie

Cea mai notabilă industrie a orașului este vinăria „Lacrimi de fazan“, fondată de artistul american John Wardeman, care s-a stabilit în Georgia în anii ’90. Astăzi, compania produce în jur de 150.000 de sticle de vin pe an și exportă în 15 țări. Băutura se prepară în vase speciale de pământ, denumite kvevri. De regulă, în Georgia, acest vin nu este oferit pentru vânzare gratuită, și este accesibil doar în restaurante și cârciumi. 

## Repere în împrejurimi
La 2 km de oraș, în satul Bodbe, se află mănăstirea Sfânta Nino. Este o catedrala a congregației „Sf . Gheorghe“, care aparține de eparhia Signahi. A încununat mai mulți regi Kahețieni și, potrivit legendei, persanul Shah Abbas I cel Mare este prezent acolo la încoronarea regelui Teimuraz I. Totuși, acest lucru nu l-a împiedicat să distrugă catedrala după un timp. În partea de sud a mănăstirii se află mormântul sfintei Nino, înconjurat de un grătar metalic.
Pe același drum, dar la 7 km distanță, în satul Tibaani se află biserica Sfântului Ștefan Hirseli.
În apropiere de Tibaani se află satul Mirzaani, unde s-a născut Nico Pirosmani și unde a fost organizat muzeul său.
În apropiere este satul Ozaani, la 3 km de care, în pădure, în secolul al X-lea a fost ridicat biserica satului.

## Curiozități
În 2012, este lansat filmul rusesc „Dragoste cu accent”, format din 5 romane independente, a căror acțiune se dezvoltă în Georgia. Unul dintre ei a fost filmat în Sighnaghi.  Unele dintre filmări au fost realizate la Muzeul de Istorie Locală. 

## Personalități

### Născuți în Signahi
- Gheorghi Lianozov (1835 - 1907) - industriaș rus, filantrop, președinte al Societății rusești a industriei petrolului
- Ghevork Bașinjaghian (1857 - 1925) - pictor armean, fondator al peisajului realist armean
- Vano Sarajișvili (1879 - 1924) - cântăreț de operă din Georgia, tenor liric-dramatic
- Mari Nakașidze (1914 - 1986) - cântăreață de operă din Georgia, soprană de coloratură lirică
- Bidzina Kvernadze (1928 - 2010) - compozitor și educator muzical din Georgia

### Au locuit în Signahi
- Otar Ciladze (1933 - 2009) - scriitor, poet și dramaturg georgian

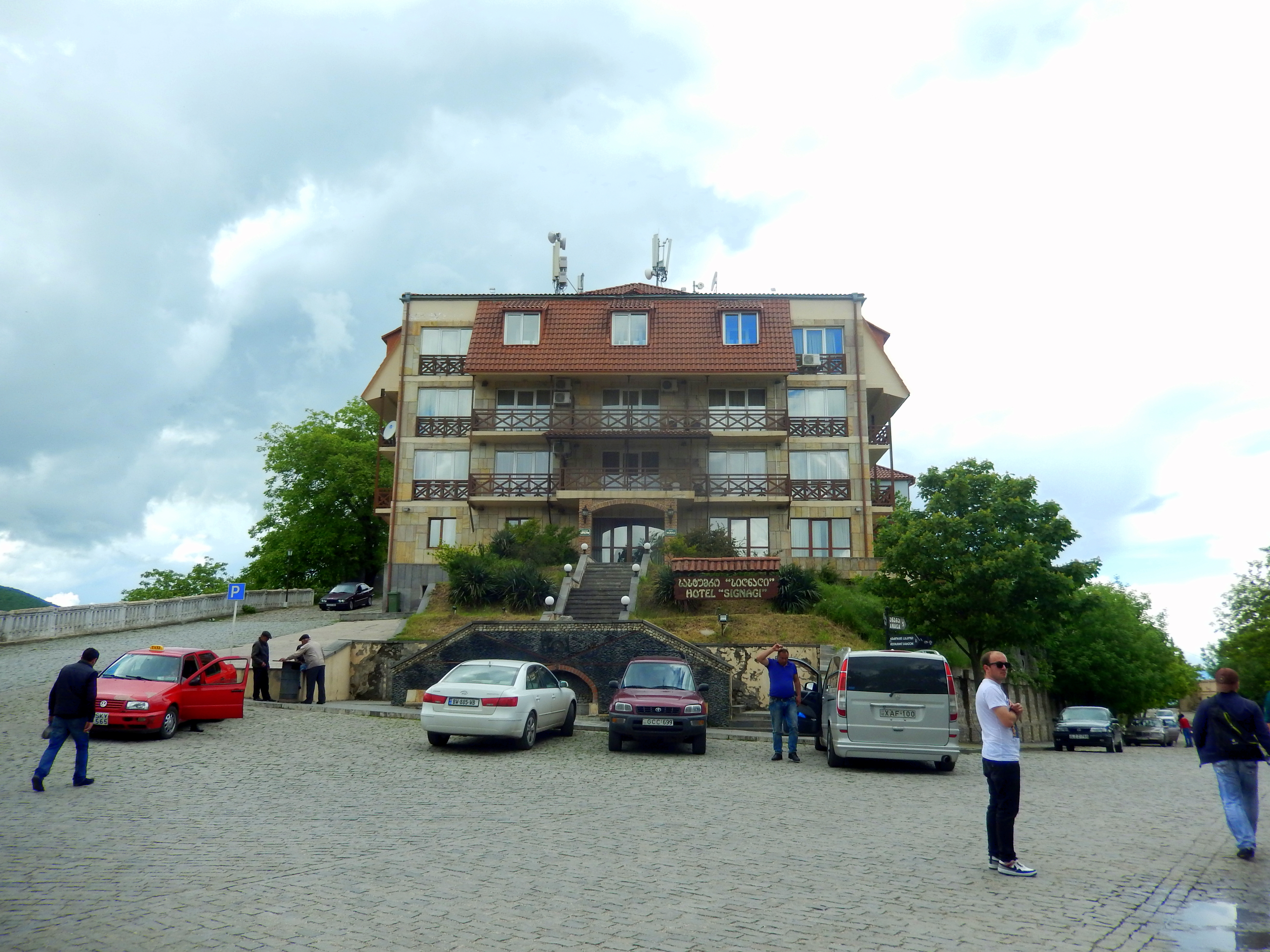
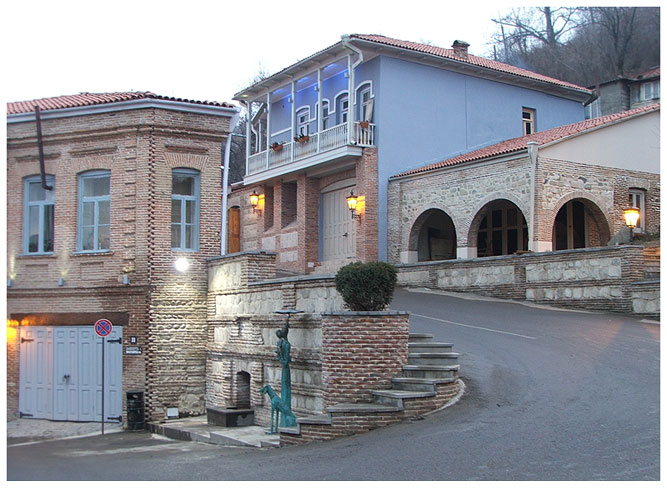
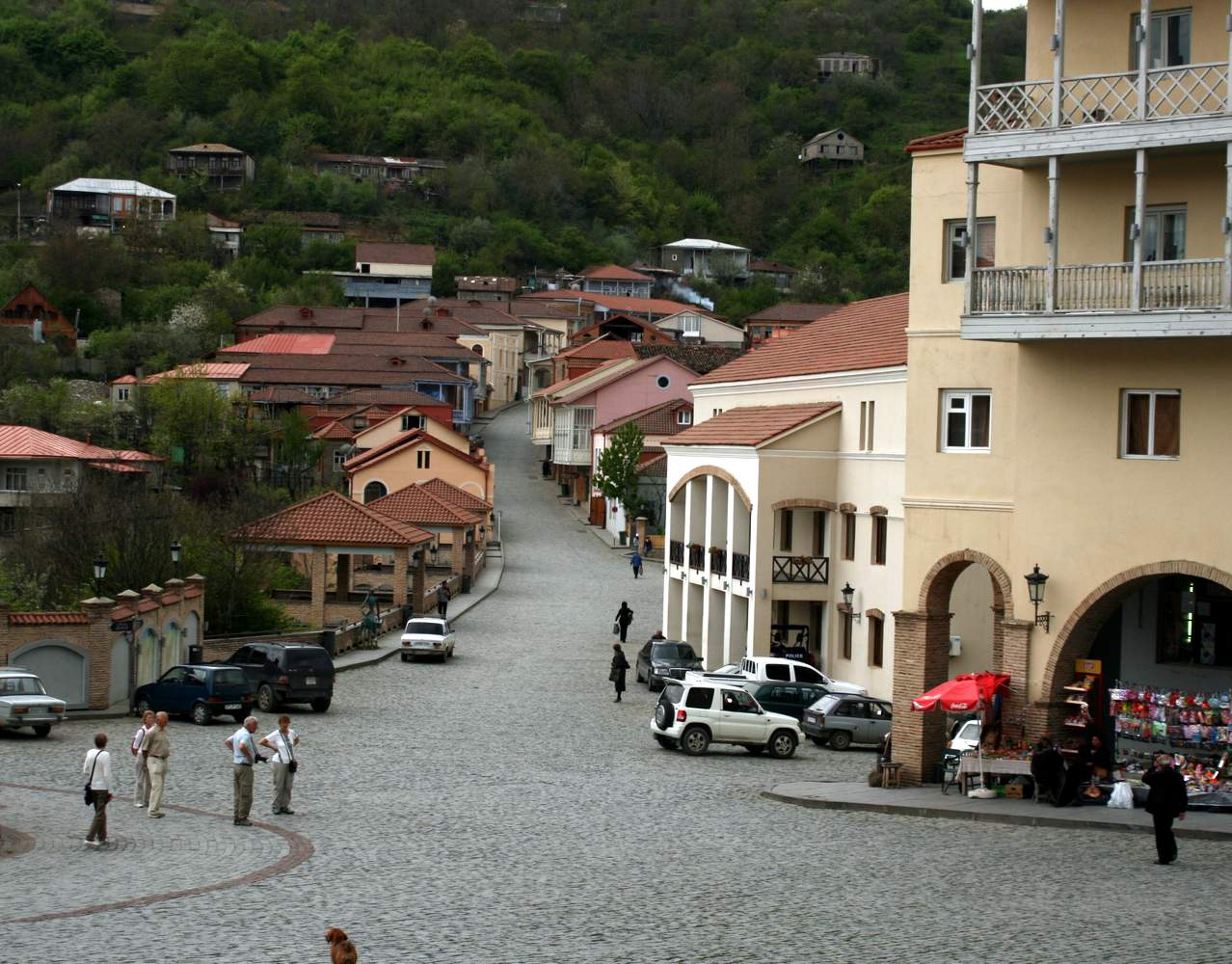
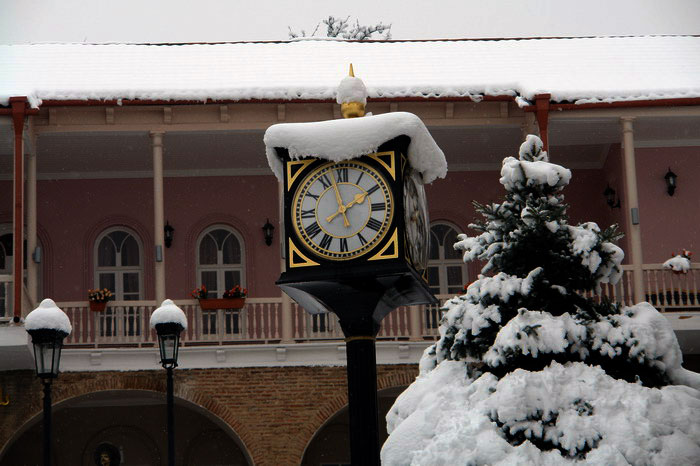
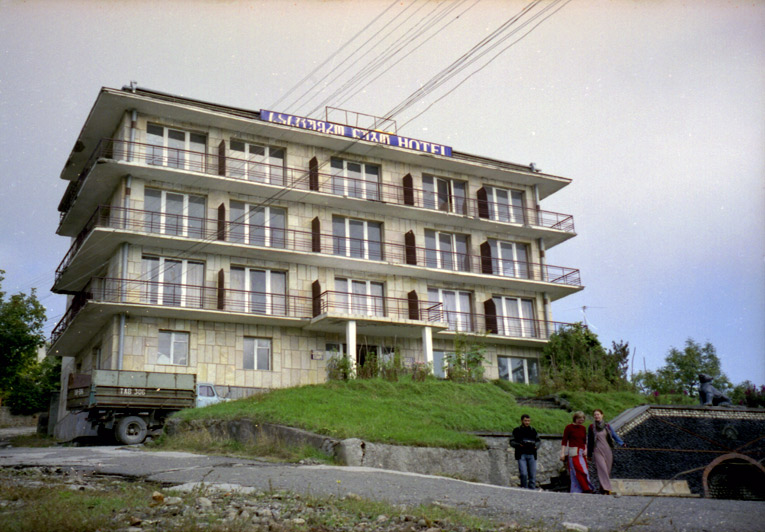
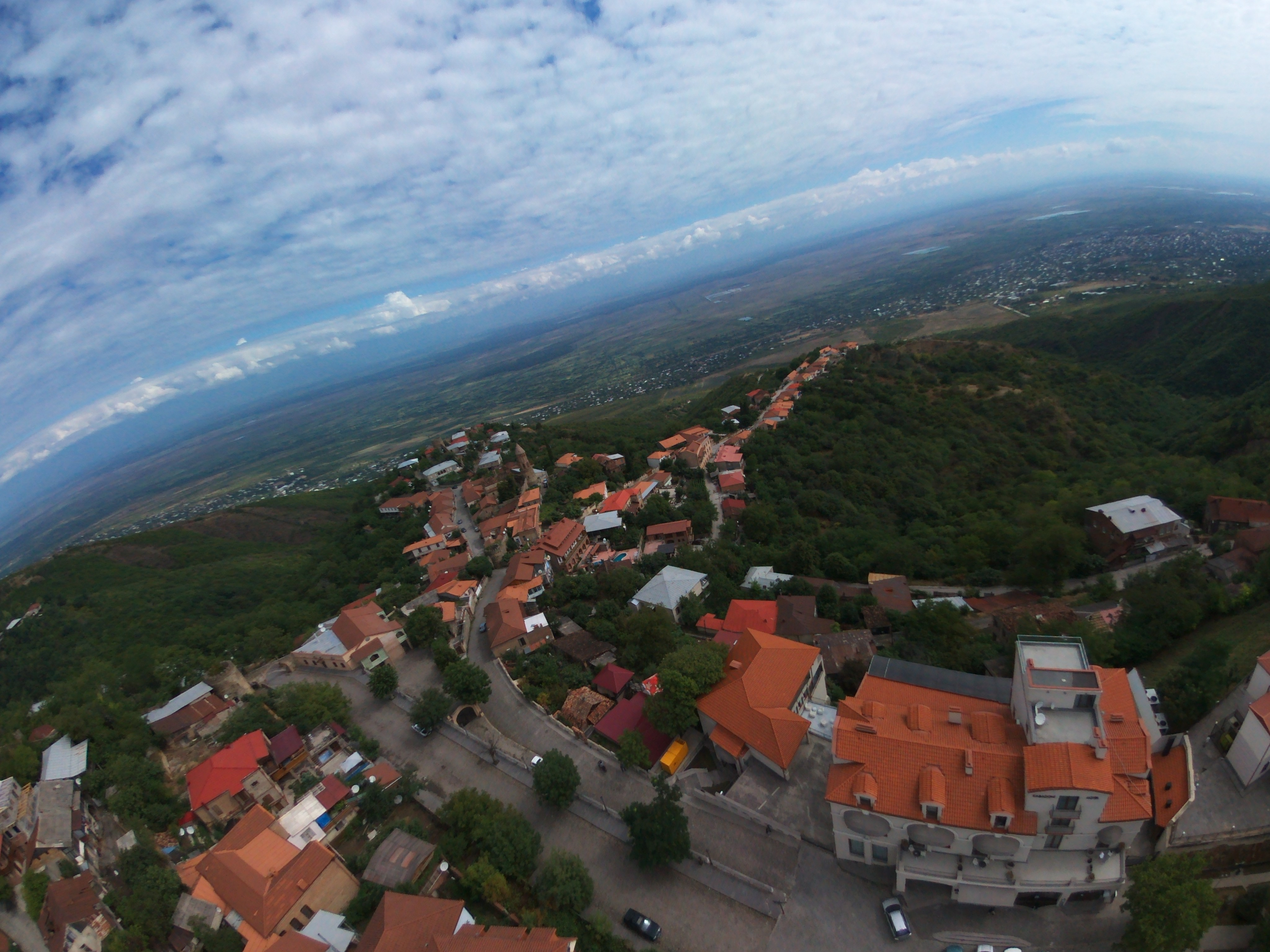